# Ingeborg Christiansen
Ingeborg Christiansen (* 12. November 1930 in Hamburg) ist eine deutsche ehemalige Schauspielerin und Hörspielsprecherin.

## Leben und Wirken
Ingeborg Christiansen ließ sich gleich nach der Schule 19-jährig zur Schauspielerin ausbilden und begann in ihrer Heimatstadt 1950 sowohl Theater zu spielen (am Schauspielhaus Hamburg) als auch zu filmen (als Schülerin in Professor Nachtfalter im nahe gelegenen Filmstudio Bendestorf). In den folgenden Jahren konzentrierte sich die Hamburgerin zunächst auf die Theaterarbeit und nahm Verpflichtungen an Bühnen in Rendsburg, Ulm und Aachen an. Parallel dazu, von 1954 bis 1961, trat die Künstlerin auch vor Film- bzw. Fernsehkameras und wirkte in Hörspielinszenierungen wie Es geschah in … mit.
In späteren Jahren erhielt Ingeborg Christiansen recht selten ein längeres Festengagement und war vor allem freischaffend tätig. In den 1980er Jahren kehrte sie für eine feste Verpflichtung an das Theater im Zimmer nach Hamburg zurück und wurde anschließend für eine durchgehende Rolle in der beliebten Fernsehserie Das Erbe der Guldenburgs wieder vor die Kamera geholt. In den 1990er Jahren sah man die blonde Schauspielerin nur noch gastweise in einzelnen Folgen bekannter Serien wie Schulz & Schulz und Stubbe – Von Fall zu Fall. Zeitgleich erledigte sie auch Synchronaufgaben. Mit Beginn des neuen Jahrtausends hat sich Ingeborg Christiansen von der Arbeit weitgehend zurückgezogen und lebt heute in Hamburg-Wellingsbüttel.

## Filmografie
- 1950: Professor Nachtfalter
- 1954: Die Mücke
- 1955: Das Forsthaus in Tirol
- 1955: Der Fischer vom Heiligensee
- 1956: Hände weg von Frauen
- 1957: Schütze Lieschen Müller
- 1957: Der tolle Bomberg
- 1957: Das Mädchen ohne Pyjama
- 1958: Der Mustergatte
- 1959: Der Raub der Sabinerinnen
- 1959: Kunst ist Kunst
- 1960: Das Missverständnis
- 1960: Das Haus voller Rätsel
- 1960: Es ist soweit (TV-Mehrteiler)
- 1961: Inspektor Hornleigh greift ein... (TV-Mehrteiler, eine Folge)
- 1961: Der fröhliche Wenberg
- 1969: Ich bin nicht der Eiffelturm
- 1987–1990: Das Erbe der Guldenburgs (TV-Serie)
- 1992: Schulz & Schulz (TV-Serie, eine Folge)
- 1995: Stubbe – Von Fall zu Fall (TV-Serie, eine Folge)
- 1999: Tanja (TV-Serie, eine Folge)